# Bymarka

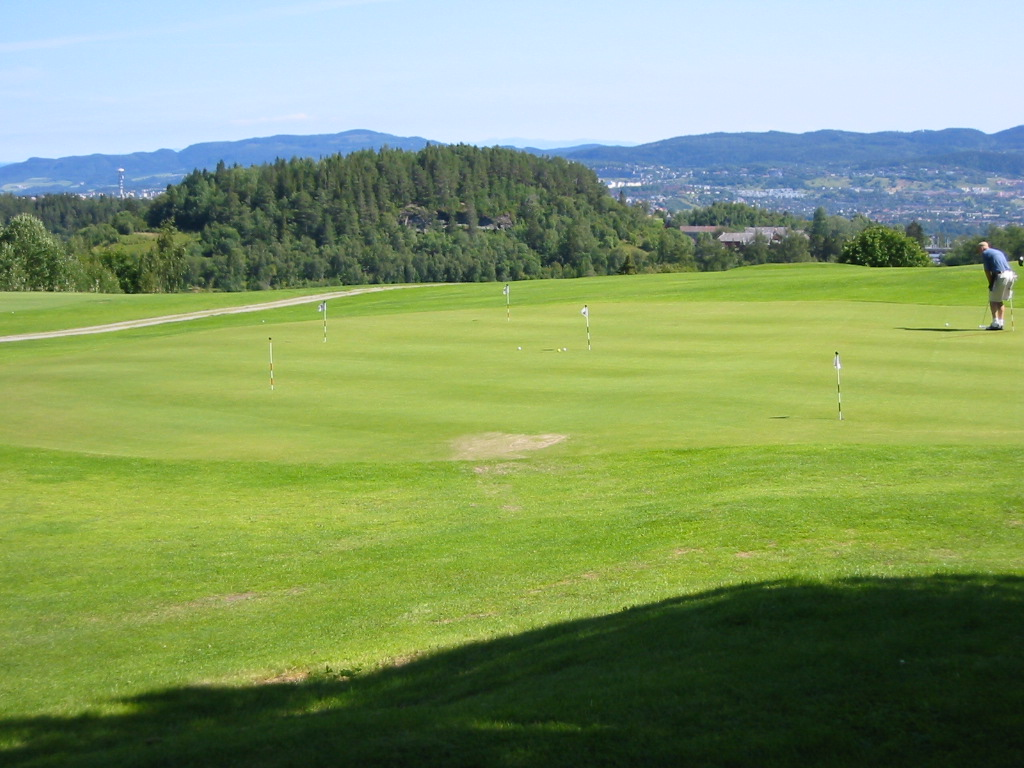
Golfové hřiště na Bymarce.

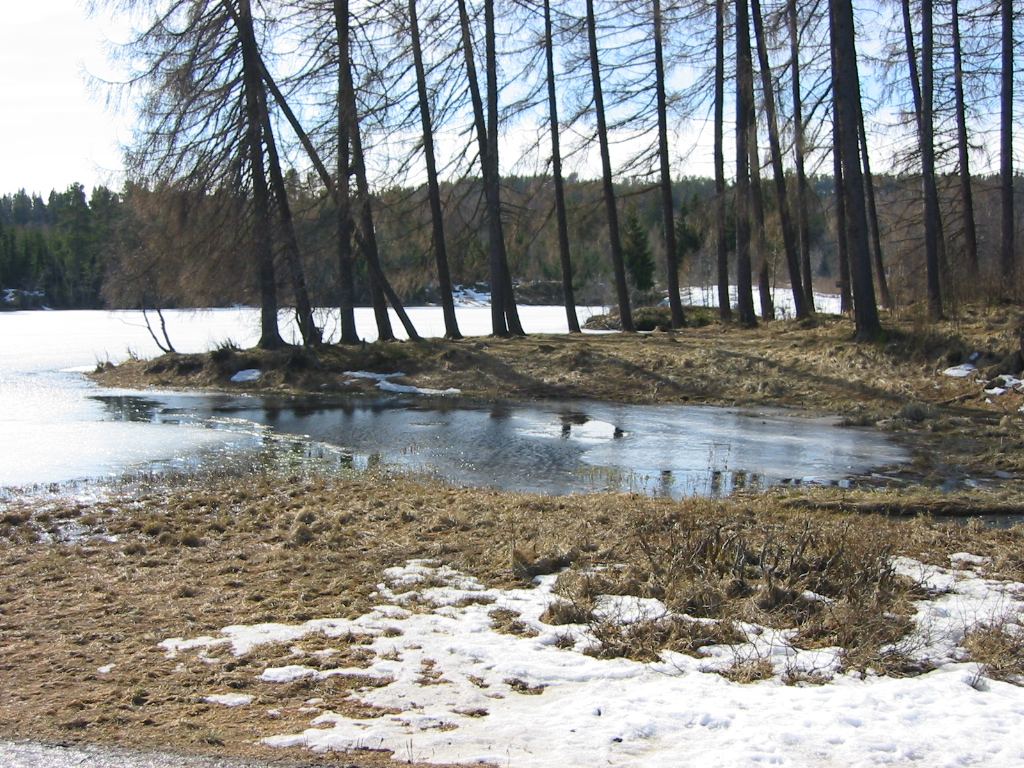
Bymarka – příchod jara

Bymarka je rekreační oblast nedaleko města Trondheim v Norsku.

## Poloha
Bymarka se nachází na západ od centra města, její rozloha činí asi 80 km². Celá oblast je protkána více než 200 km turistických tras. Bymarka je velmi oblíbena pro široké možnosti sportovního vyžití – v zimě je možno provozovat běžecké lyžování, v letních měsících běh, turistiku a golf. Tato rekreační oblast bezprostředně sousedí s trondheimskou čtvrtí Byåsen a pro obyvatele města je snadno přístupná tramvají nebo autem.

## Příroda

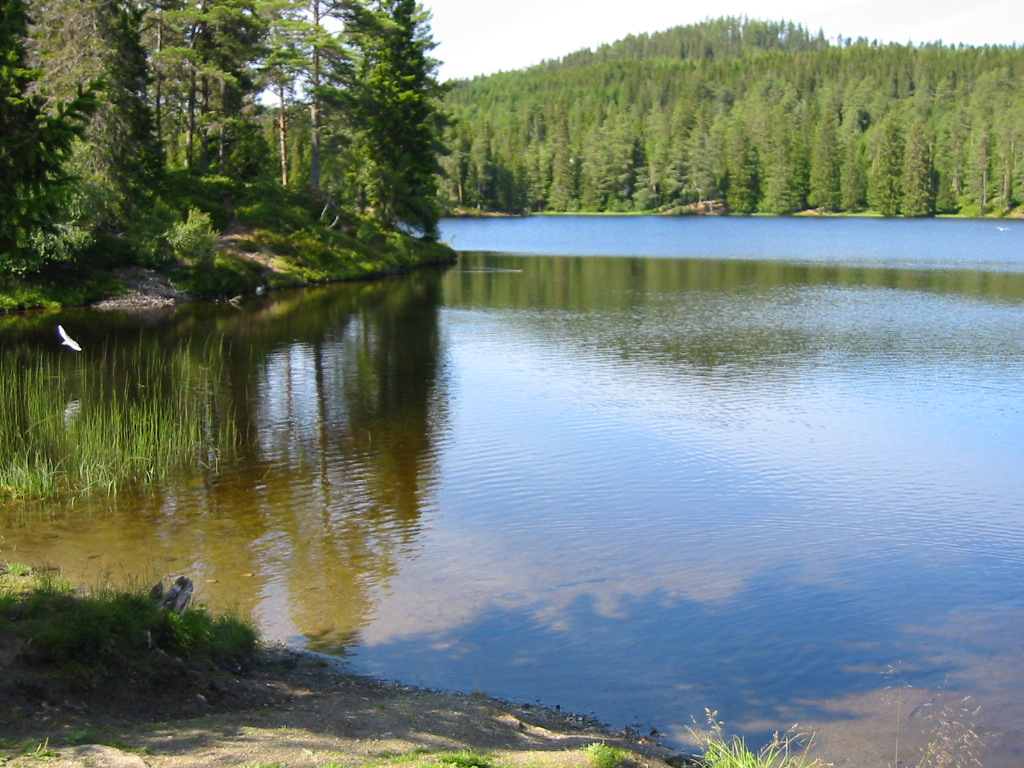
Jezero Baklidammen v červenci.

Nadmořská výška se pohybuje od 200 do 565 m n. m., s výjimkou zvlněné severní části, která se svažuje k hladině Trondheimského fjordu. Můžeme tu nalézt více než deset jezer a velké množství bažin. Takřka celé území je zalesněno, některé druhy stromů, jako např. modřín, se v této lokalitě přirozeně nevyskytují, ale byly uměle vysázeny. Z přirozeně se vyskytujících druhů jsou nejobvyklejší smrk, borovice a bříza. Nejběžněji vyskytujícími se zvířaty jsou los, veverka, zajíc, bobr, jezevec, občas lze zahlédnout i vydru. V jezerech se hojný výskyt pstruhů a mnoho druhů ptáků. Třebaže v okolí nejsou žádné vyšší hory, otvírají se zde překrásné výhledy na město i na fjord. Severní část Bymarky je chráněnou přírodní rezervací.